# 13405 Dorisbillings
13405 Dorisbillings este un asteroid din centura principală de asteroizi.

## Descriere
13405 Dorisbillings este un asteroid din centura principală de asteroizi. A fost descoperit pe 21 septembrie 1999 la Calgary de G. W. Billings. Asteroidul prezintă o orbită caracterizată de o semiaxă mare de 2,29 ua, o excentricitate de 0,10 și o înclinație de 4,8° în raport cu ecliptica.